# La figlia di Jefte
La figlia di Jefte (La Fille de Jephté) è un cortometraggio muto del 1910 diretto da Léonce Perret, su soggetto di Louis Feuillade e Abel Gance.

## Produzione
Il film fu prodotto dalla Société des Etablissements L. Gaumont.

## Distribuzione
Distribuito dalla Société des Etablissements L. Gaumont, uscì nelle sale cinematografiche francesi nel 1910.